# Plagiocephalus lobularis
Plagiocephalus lobularis är en tvåvingeart som beskrevs av Christian Rudolph Wilhelm Wiedemann 1830. Plagiocephalus lobularis ingår i släktet Plagiocephalus och familjen fläckflugor. Inga underarter finns listade i Catalogue of Life.